# Andropogon lima
Andropogon lima är en gräsart som först beskrevs av Eduard Hackel, och fick sitt nu gällande namn av Otto Stapf. Andropogon lima ingår i släktet Andropogon och familjen gräs. Inga underarter finns listade i Catalogue of Life.